# Tim Roth
Timothy Simon Smith (Dulwich, Londres, 14 de mayo de 1961), conocido como Tim Roth, es un actor y director británico de cine. Ha actuado en películas como Reservoir Dogs, Four Rooms, La leyenda del pianista en el océano, Rob Roy, The Incredible Hulk, Pulp Fiction, Planet of the Apes, The Hateful Eight y por su papel protagonista como el Dr. Cal Lightman en la serie televisiva Lie to Me. Debutó como director con el filme, The War Zone.

## Primeros años
Nació en el seno de una familia de clase media alta, hijo de la pintora Anne Roth y del periodista Ernie Smith. De niño, Tim quería ser escultor y estudió en la Camberwell College of Arts, un instituto de arte de Londres.

## Carrera
Hizo su debut a los veintiún años haciendo el papel de un skinhead racista en el telefilme Made in Britain. Sus primeros papeles tanto en televisión como en el cine estuvieron relacionados con tipos duros, como por ejemplo en Made in Britain y Meantime. En 1984 se produjo su paso a la gran pantalla con la cinta La venganza. Un año más tarde participó en el musical Return to Waterloo (1985), donde fue dirigido por el líder del grupo The Kinks, Ray Davies.
También formó parte del reparto de los filmes Vincent y Theo (1990), donde Roth actuó como el pintor holandés Vincent van Gogh, y Rosencrantz y Guildenstern han muerto (1990). Más tarde fue seleccionado para interpretar a Mr. Orange en Reservoir Dogs (1992) y a un ladrón en Pulp Fiction (1994).
Roth debutó como director de cine en el año 1999 con el filme, The War Zone, la cual obtuvo muy buenas críticas y diversos galardones cinematográficos.
Su primera nominación al Óscar la obtuvo con la película Rob Roy (1995).

## Vida personal
Tuvo un hijo en 1984 con Lori Baker, llamado Jack Roth, quien también se dedica a la actuación. Se casó con Nikki Butler en 1993 y tuvieron dos hijos: Hunter (n. 1995) y Cormac (n. 1996  - m. 2022).
Cormac falleció el 16 de octubre de 2022, después de librar una batalla contra el cáncer.

## Filmografía

### Cine
| Año  | Título                                       | Rol                                        |
| ---- | -------------------------------------------- | ------------------------------------------ |
| 1984 | La venganza                                  | Myron                                      |
| 1985 | Return to Waterloo                           | Boy Punk                                   |
| 1988 | Un mundo aparte                              | Harold                                     |
| 1988 | Conspiración para matar a un cura            | Feliks                                     |
| 1988 | Twice Upon a Time                            |                                            |
| 1989 | El cocinero, el ladrón, su mujer y su amante | Mitchel                                    |
| 1990 | Vincent y Theo                               | Vincent van Gogh                           |
| 1990 | Farendj                                      | Anton                                      |
| 1991 | Rosencrantz y Guildenstern han muerto        | Guildenstern                               |
| 1991 | Backsliding                                  | Tom Whitton                                |
| 1992 | Reservoir Dogs                               | Mr. Orange / Freddy Newandyke              |
| 1992 | Jumpin' at the Boneyard                      | Manny                                      |
| 1993 | Bodies, Rest & Motion                        | Nick                                       |
| 1993 | El marido perfecto                           | Milan                                      |
| 1994 | Captives (Captives)                          | Philip Chaney                              |
| 1994 | Little Odessa                                | Joshua Shapira                             |
| 1994 | Pulp Fiction                                 | "Pumpkin" o "Ringo"                        |
| 1995 | Rob Roy                                      | Archibald Cunningham                       |
| 1995 | Four Rooms                                   | Ted                                        |
| 1996 | No Way Home                                  | Joey                                       |
| 1996 | Everyone Says I Love You                     | Charles Ferry                              |
| 1997 | Mocking the Cosmos                           | Myrodemnon/Myron                           |
| 1997 | Gridlock'd                                   | Alexander "Stretch" Rawland                |
| 1997 | Hoodlum                                      | Dutch Schultz                              |
| 1997 | Deceiver                                     | James Walter Wayland                       |
| 1998 | La leyenda del pianista en el océano         | Danny Boodman TD Lemon 1900                |
| 1998 | Animals with the Tollkeeper                  | Henry                                      |
| 1999 | War Zone                                     |                                            |
| 2000 | The Million Dollar Hotel                     | Izzy Goldkiss                              |
| 2000 | Vatel                                        | Marqués de Lauzun                          |
| 2000 | Lucky Numbers                                | Gig                                        |
| 2001 | El planeta de los simios                     | Thade                                      |
| 2001 | Invencible                                   | Hersche Steinschneider / Erik Jan Hanussen |
| 2001 | The Musketeer                                | Febre                                      |
| 2002 | Emmett's Mark                                | John Harrett / Frank Dwyer                 |
| 2003 | Matar a un rey                               | Oliver Cromwell                            |
| 2004 | Tierra de pasiones                           | William Pitt                               |
| 2004 | Un lugar maravilloso                         | Capitán Oh                                 |
| 2004 | With It                                      | "Chicken Louis" Farnatelli                 |
| 2004 | Silver City                                  | Mitch Paine                                |
| 2005 | Don’t Come Knocking                          | Sutter                                     |
| 2005 | Dark Water                                   | Jeff Platzer                               |
| 2005 | The Last Sign                                | Jeremy                                     |
| 2006 | Even Money                                   | Victor                                     |
| 2007 | Youth Without Youth                          | Dominic                                    |
| 2007 | Aprendiz de caballero                        | Gerbino                                    |
| 2008 | Funny Games U.S.                             | George                                     |
| 2008 | The Incredible Hulk                          | Emil Blonsky / Abominación                 |
| 2009 | King Conqueror                               | Rey Pedro II de Aragón                     |
| 2009 | Skellig                                      | Skellig                                    |
| 2010 | Pete Smalls Is Dead                          | Pete Smalls                                |
| 2012 | El fraude                                    | Detective Michael Bryer                    |
| 2012 | Broken                                       | Archie                                     |
| 2013 | Möbius                                       | Rostovski                                  |
| 2013 | The Liability                                | Roy                                        |
| 2014 | Grace of Monaco                              | Príncipe Raniero III de Mónaco             |
| 2014 | United Passions                              |                                            |
| 2014 | Selma                                        |                                            |
| 2015 | A Fall from Grace                            | Detective Tabb                             |
| 2015 | The Hateful Eight                            | Oswaldo Mobray                             |
| 2015 | Chronic                                      | David                                      |
| 2015 | Mr. Right                                    | Hopper                                     |
| 2015 | 600 millas                                   | Hank Harris                                |
| 2015 | Hardcore Henry                               | Padre de Henry                             |
| 2019 | Luce                                         | Peter Edgar                                |
| 2019 | The song of the Names                        | Martin                                     |
| 2021 | Shang-Chi y la leyenda de los Diez Anillos   | Emil Blonsky / Abominación                 |
| 2021 | Bergman Island                               | Tony Sanders                               |

### Televisión

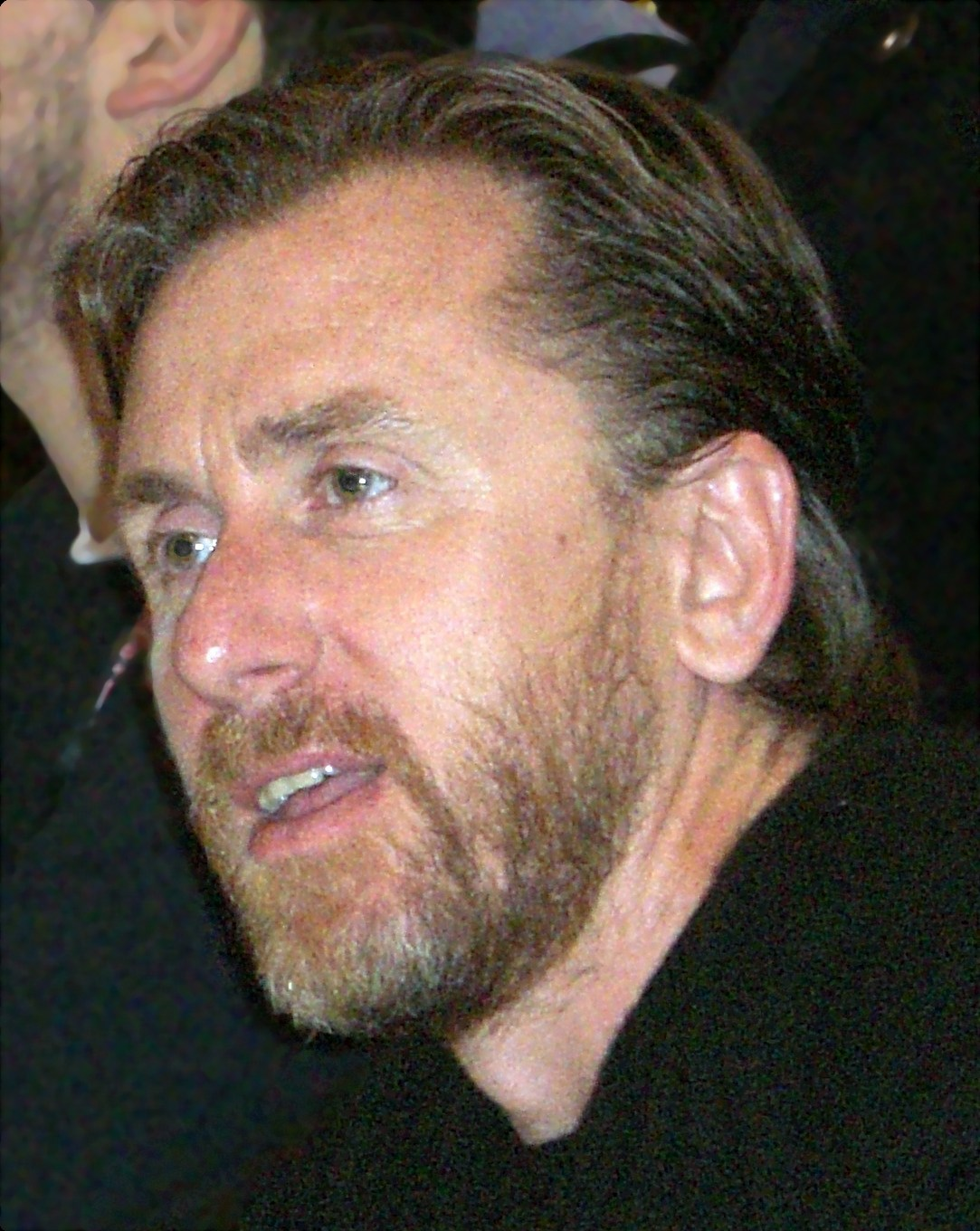
Tim Roth en 2008

| Año           | Título                    | Rol                        | Notas                                                            |
| ------------- | ------------------------- | -------------------------- | ---------------------------------------------------------------- |
| 1982          | Made in Britain           | Trevor                     | Película de televisión                                           |
| 1983          | Meantime                  | Colin Pollock              | Película de televisión                                           |
| 1983          | Not Necessarily the News  | Gay Man                    | Episodio: "Road Trip"                                            |
| 1985          | Murder with Mirrors       | Edgar Lawson               | Película de televisión                                           |
| 1986          | King of the Ghetto        | Matthew Long               | 4 episodios                                                      |
| 1987          | Metamorphosis             | Gregor Samsa               | Película de televisión                                           |
| 1991          | Tales from the Crypt      | Jack Craig                 | Episodio: "Easel Kill Ya"                                        |
| 1993          | Murder in the Heartland   | Charles Starkweather       | 2 episodios                                                      |
| 1993          | Heart of Darkness         | Marlow                     | Película de televisión                                           |
| 2006          | Tsunami: The Aftermath    | Nick Fraser                | Película de televisión                                           |
| 2009          | Skellig                   | Skellig                    | Película de televisión                                           |
| 2009–2011     | Lie to Me                 | Dr. Cal Lightman           | 48 episodios People's Choice Award for Favorite TV Crime Fighter |
| 2010          | Sea Wolf                  | Death Larsen               | 2 episodios                                                      |
| 2014          | Klondike                  | The Count                  | 6 episodios                                                      |
| 2014          | Robot Chicken             | The Doctor (voz)           | Episodio: "Walking Dead Lobster"                                 |
| 2016          | Reg                       | Reg Keys                   | Película de televisión                                           |
| 2016          | Rillington Place          | John Christie              | 3 episodios                                                      |
| 2017          | Twin Peaks                | Gary "Hutch" Hutchens      | 5 episodios                                                      |
| 2017–presente | Tin Star                  | Jim Worth / Jack Devlin    | 19 episodios                                                     |
| 2022          | She-Hulk: Attorney at Law | Emil Blonsky / Abominación | Serie de Disney+                                                 |

## Premios y distinciones
Premios Óscar
| Año  | Categoría              | Película | Resultado |
| ---- | ---------------------- | -------- | --------- |
| 1996 | Mejor actor de reparto | Rob Roy  | Nominado  |

Globos de Oro
| Año  | Categoría              | Película | Resultado |
| ---- | ---------------------- | -------- | --------- |
| 1996 | Mejor actor de reparto | Rob Roy  | Nominado  |

Premios BAFTA
| Año  | Categoría              | Película | Resultado |
| ---- | ---------------------- | -------- | --------- |
| 1995 | Mejor actor de reparto | Rob Roy  | Ganador   |

Ariel
| Año  | Categoría   | Película   | Resultado |
| ---- | ----------- | ---------- | --------- |
| 2016 | Mejor actor | 600 millas | Nominado  |